# Laura Wilkinson
Pour les articles homonymes, voir Wilkinson.
Laura Wilkinson, née le 17 novembre 1977 à Houston, est une plongeuse américaine. Après une médaille d'or aux JO de Sydney 2000 (avec une fracture du pied) et une médaille d'or au championnats du monde de natation en 2005, elle reprend la compétition en 2020 à 42 ans. Elle a eu 4 enfants. Sa victoire au JO de Sydney met fin à la domination des athlètes chinoises dans la discipline.

## Palmarès

### Jeux olympiques
- Sydney 2000
  -  Médaille d'or en plateforme 10 mètres[2].

### Championnats du monde
- Championnats du monde de natation 2005
  -  Médaille d'or en plateforme 10 mètres

## Distinction
- Membre de l'International Swimming Hall of Fame en 2017